# Levantamiento de potencia
El powerlifting o levantamiento de potencia es un deporte de fuerza que consiste en la realización de tres ejercicios de levantamiento de peso: la sentadilla, el press de banca y el peso muerto.
El Powerlifting se divide en 2 modalidades llamados Raw y equipado.
El Raw permite competir con un singlet, rodilleras, muñequeras y correa.
El equipado se comité con singlet especial para sentadilla y peso muerto, muñequeras, vendas de rodilla y correa. 
Las primeras competiciones de powerlifting modernas comenzaron en la década de 1960 y participaron hombres y mujeres. En 1972 se creó la primera federación que rige el deporte, la Federación Internacional de Potencia (International Powerlifting Federation, IPF). 
A diferencia de la halterofilia, donde los movimientos son desde el suelo hacia la cabeza, en los movimientos del levantamiento de powerlifting la trayectoria es más corta, aunque ambos deportes requieren de mucha fuerza. En la halterofilia se usa mucho más la técnica y la fuerza-velocidad, en el powerlifting se usa más la fuerza máxima.
El powerlifting está reconocido por el COI aunque aún siguen los trámites para que el deporte participe como deporte de exhibición en los juegos olímpicos, hasta ahora el levantamiento de potencia solo califica como deporte paralímpico en los juegos olímpicos.

## Historia del levantamiento de potencia
Existen pocos documentos que revelen el principio del levantamiento de potencia como deporte organizado pero, considerando que es un deporte de fuerza que lucha contra la gravedad, puede aventurarse la hipótesis de que en la Edad de Piedra ya se realizaban los primeros pesos muertos, no con una barra y unos discos equilibrados, como en la actualidad, pero sí con distintos objetos de trabajo como troncos o piedras.
El levantamiento de potencia empieza a practicarse a finales de los años cincuenta del siglo pasado, en los míticos gimnasios de culturismo que tan de moda se empezaban a poner en los Estados Unidos. Al principio era una manera de demostrar la evolución de la fuerza sin tener que realizar los complicados movimientos de la halterofilia, pues resultaba mucho más cómodo realizar movimientos como las sentadillas, prensa de banca y peso muerto que los míticos dos tiempos y arrancada.
Por otra parte, con esta práctica se podían trabajar todos los grupos musculares, lo que conllevaba a que los atletas fueran cada vez más fuertes y de aspecto más muscular. 
Comienzan a realizarse competiciones a nivel particular, primero en los gimnasios, entre compañeros. Más adelante empiezan a surgir pequeños torneos entre varios gimnasios para competir entre sí. Pero hay que avanzar hasta mediados de los años sesenta para encontrar la primera competición nacional de Estados Unidos. En esa época el levantamiento de potencia llega a Europa, pero exclusivamente a algunos gimnasios de Inglaterra, lo que conllevó a que, en 1971, se acordase organizar el primer Campeonato del Mundo. La participación fue muy reducida y los deportistas corrieron a cargo exclusivamente de Estados Unidos e Inglaterra. Pero eso fue sólo el principio; un año más tarde, el 11 de noviembre de 1972, se funda la Federación Internacional de Powerlifting (IPF) en Pensilvania.
La evolución fue lenta pero, poco a poco, se va extendiendo por Europa, y el 14 de mayo de 1977 se funda la Federación Europea de Powerlifting (EPF) y se celebra, en Birmingan (Gran Bretaña), el primer campeonato de Europa, en abril de 1978.
Para entonces la práctica del levantamiento de potencia era ya una realidad deportiva, lo que no tardó en extenderse al resto de los continentes. En la actualidad la IPF cuenta con más de 75 países afiliados.

## Competición
La competición de levantamiento de potencia se desarrolla de la siguiente manera:

A cada competidor se le permiten tres intentos en cada tipo de levantamiento, dependiendo de su prestigio y de la organización en la que compiten. El mejor de sus intentos válidos es el que cuenta para el total de la competición. Si dos o más competidores consiguen el mismo total, el levantador con menor peso corporal se coloca por encima de levantadores más pesados.

Los levantadores compiten contra otros del mismo género, categoría de peso y edad. Esto asegura que los registros de levantadores como Lamar Gant, que levanta en peso muerto 5 veces su propio peso, sean reconocidos tanto como aquellos de Andy Bolton, que posee la marca actual de la World Powerlifting Organization en peso muerto.
Las comparaciones entre levantadores y sus puntuaciones a través de distintas categorías de peso pueden hacerse también utilizando sistemas de desventaja (handicap) como la Fórmula de Wilks.

## Entrenamiento
Los levantadores de potencia utilizan diferentes sistemas de entrenamiento. En el entrenamiento convencional de potencia, se incrementa gradualmente el peso y se disminuyen las repeticiones a lo largo del tiempo, aunque hoy en día hay mayor énfasis en la potencia explosiva y la velocidad.
Sobre el entrenamiento, hay que buscar la mejora en los tres ejercicios, por lo que, aparte de hacer el entrenamiento del ejercicio concreto, hay que trabajar con otros ejercicios auxiliares que puedan dar fuerza a los principales grupos musculares que intervienen en el levantamiento de potencia. 

### Sentadillas

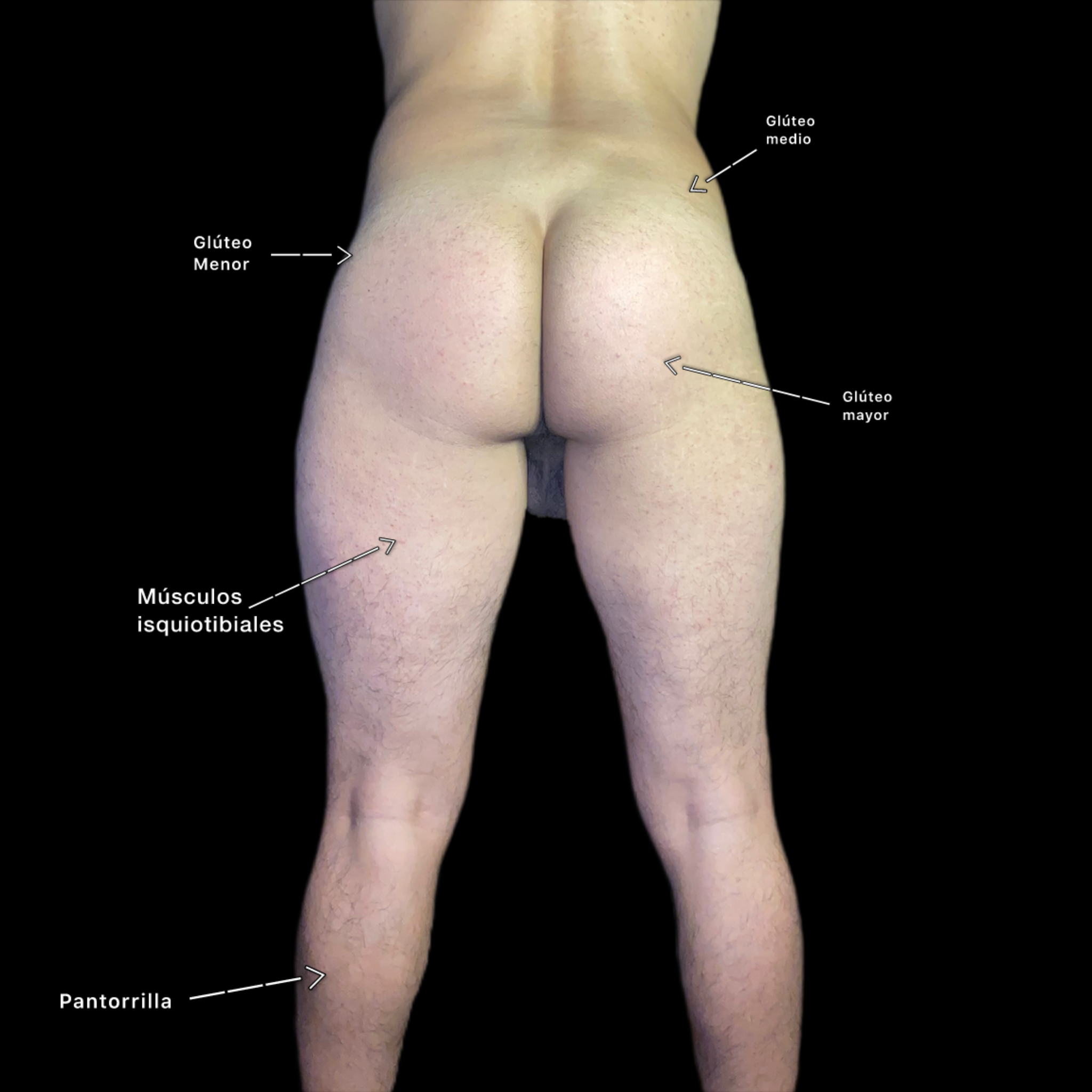
Musculatura inferior-posterior implicada en las sentadillas, vista superficial.

Ejercicios básicos para la mejora de las sentadillas:
- Sentadillas barra alta.
- Sentadilla frontal.
- 1/2 sentadillas.
- Prensa (ejercicio auxiliar).
- Extensión de cuadriceps (ejercicio auxiliar).
- Flexión de femoral (ejercicio auxiliar).
- Tijeras (ejercicio auxiliar).

### Pressbanca
Ejercicios básicos para la mejora del press banca:
- Fondos en paralelas.
- Press militar (en inglés military press). Nótese que los ejercicios que consistan en empujar un peso por encima de la cabeza de la persona se llaman, en inglés, overhead press. A su vez, de estos existen varias variaciones: strict press o military press, push press, jerk press, y el split jerk press.
- Press inclinado (en inglés incline press o incline bench press).
- Press con mancuernas.
- Press con agarre cerrado (en inglés close-grip bench press).
- Press invertida.

### Peso muerto
Ejercicios básicos para la mejora del peso muerto:
- Peso muerto sumo
- Dominadas
- Remo barra
- Peso muerto piernas rectas o rígidas
- Hiperextensiones (ejercicio auxiliar)
- Hiperextensiones de glúteo (ejercicio auxiliar)
- Encogimientos de hombros (ejercicio auxiliar)

También existen otros métodos de entrenamientos que suelen ser utilizados, como las series negativas, que consiste en aguantar el peso durante la fase excéntrica del ejercicio, durante un tiempo determinado.
El sistema isométrico, se hace con una barra inmóvil que se coloca a una altura determinada y se intenta levantar. Lo mejor para este sistema es utilizar una jaula de levantamiento.

## Reglamentación
Aunque en los eventos de levantamiento de potencia siempre se compite en sentadilla, prensa de banca y peso muerto, las distintas federaciones tienen diferentes reglas e interpretaciones de las mismas, lo que resulta en una gran cantidad de variaciones.
La ADAU y la 100% Raw Federation no permiten utilizar vestimenta de ayuda a los levantadores mientras que la IPF y la Unión Atlética Amateur, solamente permiten una camisa ajustada de un pliegue para sentadilla, peso muerto o banca, muñequeras y rodilleras, y un cinturón. Otras federaciones, tales como la IPA y WPO, permiten camisas para banca abiertas en la espalda o cerradas, vestimenta de varios pliegues y una gran cantidad de material de equipamiento.
En una presa de banca en la IPF, la barra puede bajar máximo hasta la parte baja del esternón, mientras que en otras federaciones la barra puede tocar el abdomen. Esto acorta la distancia, haciendo más fácil el levantamiento.

### Reglamento de las sentadillas

#### Causas de movimiento nulo
1.º No seguir las señales del juez central para comenzar o finalizar un levantamiento.
2.º Rebotar o hacer más de un intento para recuperar la posición desde la parte más baja del levantamiento.
3.º No conseguir la posición vertical, con las rodillas estiradas, tanto al principio como al final del levantamiento.
4.º Cualquier movimiento de pies lateral, atrás o adelante durante la ejecución del levantamiento.
5.º No doblar las rodillas y bajar el cuerpo hasta que la cadera, esté por debajo de la parte más alta de las rodillas.
6.º Cambiar la posición de la barra, sobre los hombros, después de comenzar el levantamiento.
7.º Contacto de la barra con los auxiliares durante el movimiento.
8.º Contacto de los brazos o de los codos con las piernas, durante el movimiento.
9.º No hacer un intento de buena fe de reponer la barra en los soportes después del levantamiento.
10.º Cualquier caída de la barra antes, durante o después del movimiento.

### Reglamento del press de banca

#### Causas de movimiento nulo
1.º No seguir las señales del juez central para comenzar o finalizar el levantamiento.
2.º Sopesar o rebotar la barra sobre el pecho.
3.º No parar la barra en el pecho.
4.º Cualquier descenso de la barra durante el transcurso del levantamiento.
5.º No conseguir la total extensión de los brazos al finalizar el levantamiento.
6.º Levantar los hombros o los glúteos del banco durante el movimiento.
7.º Contacto de la barra con los auxiliares durante el movimiento.
8.º Cualquier contacto de los pies del levantador con el banco.
9.º Contacto deliberado de la barra con los soportes para hacer más fácil el levantamiento.

### Reglamento del peso muerto

#### Causas de movimiento nulo
1.º Cualquier movimiento descendente de la barra antes de alcanzar la posición final.
2.º No encajar las rodillas al final del movimiento.
3.º Sostener la barra con los muslos durante la ejecución del levantamiento.
4.º Paso atrás o adelante una vez iniciado el movimiento.
5.º Bajar la barra antes de recibir la señal del juez central.
6.º Devolver la barra a la plataforma sin mantenerla controlada con ambas manos.